# Ржевсько-Вяземська операція (1943)
Ржевсько-Вяземська операція (2 — 31 березня 1943) — наступальна операція радянських військ Калінінського й Західного фронтів, проведена 2-31 березня з метою знищення угруповання противника на Ржевсько-Вяземському плацдармі. З німецького боку — Операція «Бюффель».
Ржевсько-Вяземський плацдарм, зайнятий німцями ще в 1941 році, знаходився на західній ділянці радянсько-німецького фронту і продовжував створювати загрозу на московському напрямку. На виступі, що мав 160 км в глибину і до 200 км по фронту, було зосереджено близько двох третин німецької групи армій «Центр». Це змушувало радянське командування тримати на цьому напрямку 12 загальновійськових і 2 повітряні армії Калінінського і Західного фронтів.
На початку 1943 року радянське командування запланувало проведення чергової Ржевско-В'яземської наступальної операції силами військ двох фронтів — Калінінського (22, 39, 41 і 43-тя армії, 3-тя повітряна армія) і Західного (5, 10, 20, 31, 33, 49 і 50-та армії, 1-ша повітряна армія). 6 лютого 1943 командувачі Калінінським і Західним фронтами генерали М. А. Пуркаєв і В. Д. Соколовський отримали директиву Ставки Верховного Головнокомандування про підготовку до нової наступальної операції. Знову була поставлена задача оточити і знищити основні сили групи армій «Центр».
Німецькі війська на Ржевсько-Вяземському виступі між тим виконували намічені за планом операції «Бюффель» заходи: протягом чотирьох тижнів була обладнана нова лінія оборони, підготовлені проміжні оборонні рубежі, вивезено «господарське добро» і бойова техніка, проведене мінування, пророблена інша робота, зокрема, знищувалося все, що не можна було забрати з собою.
Відхід основної частини німецьких військ розпочався напередодні радянського наступу 1 березня 1943 в 19 годин. Зроблено це було дуже непомітно. Ар'єргардні загони залишалися в Ржеві до вечора 2 березня. Перед відходом вони підірвали міст через Волгу в Ржеві. Цей вибух слухав А.Гітлер. Операція «Бюффель» була виконана повністю. Німці вважають, що вони залишили ржевсько-вяземський плацдарм непереможеними. Вони скоротили фронт групи армій «Центр» до 200 км і отримали резерви. Англійський кореспондент А.Верт писав:
«…Тепер, в березні 1943, німці, побоюючись, що радянські війська обійдуть їх з півдня та врешті-решт візьмуть німців у велике оточення між Москвою і Смоленськом», що їм не вдалося зробити в лютому 1942, просто відійшли з «московського плацдарму», хоча і з наполегливими ар'єргардні боями, особливо під Вязьмою, …при цьому вони зробили стільки руйнувань, скільки їм дозволив час".
2 березня війська радянських фронтів розпочали наступ. Сильне весняне бездоріжжя, складні умови лісисто-болотистій місцевості, широке використання противником різнорідних загороджень і заздалегідь підготовлених позицій різко знижували темпи просування радянських військ, сковували маневр висунутих вперед рухомих загонів. Війська фронтів, просуваючись не більше 6-7 км на добу, не змогли вийти в тил німецьких військ і відрізати їм шляхи відходу. 15-31 березня вони вийшли до заздалегідь підготовленого генералом Моделем оборонного рубежу північно-східніше Духовщини, Ярцева, Спас-Деменськ, де, зустрівши наполегливий опір, вимушені були припинити наступ.
В результаті ліквідації Ржевсько-Вяземського виступу лінія фронту була відсунута від Москви ще на 130—160 км, звільнені Ржев, Гжатськ, Сичівка, Білий, Вязьма.